# Ferry (Alaska)
Ferry és una concentració de població designada pel cens dels Estats Units a l'estat d'Alaska. Segons el cens del 2007 tenia 28 habitants.

## Demografia
Segons el cens del 2000, Ferry tenia 29 habitants, 13 habitatges, i 7 famílies La densitat de població era de 0,2 habitants/km².
Dels 13 habitatges en un 30,8% hi vivien nens de menys de 18 anys, en un 46,2% hi vivien parelles casades, en un 0% dones solteres, i en un 38,5% no eren unitats familiars. En el 38,5% dels habitatges hi vivien persones soles el 7,7% de les quals corresponia a persones de 65 anys o més que vivien soles. El nombre mitjà de persones vivint en cada habitatge era de 2,23 i el nombre mitjà de persones que vivien en cada família era de 3.
Per edats la població es repartia de la següent manera: un 24,1% tenia menys de 18 anys, un 0% entre 18 i 24, un 48,3% entre 25 i 44, un 24,1% de 45 a 60 i un 3,4% 65 anys o més.
L'edat mediana era de 38 anys. Per cada 100 dones hi havia 163,6 homes. Per cada 100 dones de 18 o més anys hi havia 175 homes.
La renda mediana per habitatge era de 38.750 $ i la renda mediana per família de 70.000 $. Els homes tenien una renda mediana de 58.750 $ mentre que les dones 0 $. La renda per capita de la població era de 18.324 $. Aproximadament el 16,7% de les famílies i el 16% de la població estaven per davall del llindar de pobresa.

## Poblacions més properes
El següent diagrama mostra les poblacions més properes.